# ユールゴーデン

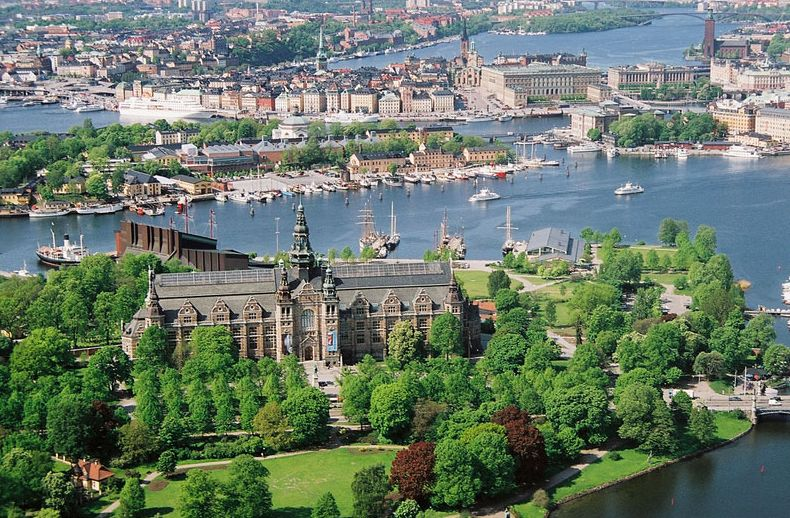
ユールゴーデンの北方民族博物館(Nordiska museet)。背後のシェップスホルメン島(Skeppsholmen)、ガムラスタン、セーデルマルム(Södermalm)の南西側に面している。

ユールゴーデン（スウェーデン語：Djurgården）は、ストックホルムの中央部にある地区で、島になっている。スウェーデン語で「Djur」は動物、「gården」は庭園を意味し、直訳すると動物園である。
ユールゴーデン地区には、1891年に開業した動物園及び野外美術館スカンセンや、グローナルンド遊園地などがある。2013年にはスウェーデンのポップ・ミュージック・グループABBAの博物館「アバ・ザ・ミュージアム」が開館した。